# Опеница
Опеница (мкд. Опеница) је насеље у Северној Македонији, у југозападном делу државе. Опеница припада општини Охрид.

## Географија
Насеље Опеница је смештено у југозападном делу Северне Македоније. Од најближег града, Охрида, насеље је удаљено 12 km северно.
Опеница се налази у историјској области Охридски крај, која се обухвата простор источно и североисточно од Охридског језера. Насеље је смештено у невеликој долини, између Плакенске планине на северу и Галичице на југу. Надморска висина насеља је приближно 810 метара.
Клима у насељу је планинска због знатне надморске висине.

## Становништво
Опеница је према последњем попису из 2002. године имала 58 становника. 
Већину становништва чине етнички Македонци (100%).
Већинска вероисповест је православље.